# Francesca Bielli
Francesca Bielli (Milano, 20 maggio 1977) è una doppiatrice, attrice e direttrice del doppiaggio italiana.

## Carriera
Studia recitazione sin da bambina presso il C.T.A. di Milano e successivamente segue un corso di doppiaggio. Nel 1994 inizia a lavorare come speaker in una TV regionale e come attrice di spot pubblicitari. Nel 1996 inizia a lavorare come doppiatrice e adattatrice di testi di cartoni animati e telefilm.
Diventa nota grazie al ruolo di Alice Gherardi, interpretato dal 1999 al 2003, nella soap opera di Canale 5, Vivere che è valso 3 Telegatti. Nel 2004 riprende a lavorare assiduamente nel doppiaggio.
Nel 2006 interpreta il ruolo di Sarah Evans nel film horror The Pool 2, regia di Tiziano Pellegris. Dopo Luca Bottale, è la seconda annunciatrice dello spot pubblicitario Luigi's Mansion 2. Nel mondo degli anime è diventata nota per il doppiaggio di Iris della serie Pokémon.
Dal 2012 assume anche il ruolo di direttrice di doppiaggio.

## Filmografia parziale
- Vivere - Soap opera - Canale 5 (1999-2003)
- Turno di notte - Pilota: La falena - Film TV - TSI (2002)
- The Pool 2, regia di Tiziano Pellegris (2006)

## Doppiaggio parziale

### Film
- Anya Taylor-Joy in Barry
- Zoe Mannhardt in Un cavallo chiamato Mississippi
- Oleysa Rulin in Expecting Mary
- Jenny Pudavick in Wrong Turn 4 - La montagna dei folli
- Amy Scott in L'altra madre
- Deborah Valente in Cell 213 - La dannazione
- Najwa Nimri in Chi canterà per te?

### Film d'animazione
- Iris in Pokémon: Il re delle illusioni Zoroark, Il film Pokémon - Kyurem e il solenne spadaccino, Il film Pokémon: Nero - Victini e Reshiram e Bianco - Victini e Zekrom
- Ain in One Piece Film: Z
- Akisu in One Piece - Avventura all'Isola Spirale
- Shimmer in Barbie - La magia della moda
- Odette in L'incantesimo del lago: Un magico Natale
- Gine in Dragon Ball Super - Broly

### Serie televisive
- Hélène de Fougerolles in Balthazar[1]
- Michele Selene Ang in Tredici
- Dominique Provost-Chalkley in Wynonna Earp
- Jamie Grant in Flikken - Coppia in giallo
- Louisa Connoly-Burnham in Anubis
- Samya Pascotto in Julie - Il segreto della musica
- Isabela Merced in Adam & Adam
- Lee Yoon-ji in Dream High
- Chelsea Tavares in Unfabulous
- Halstong Sag in How to Rock
- Mareike Lindenmeyer in Tempesta d'amore
- Erin Cahill e Katy Perry in How I Met Your Mother
- Luisana Lopilato in Rebelde Way
- Virginia Gomez in Isa TVB
- Abril Montilla in Una vita

### Cartoni animati
- Teresa in Barbie - Life in the Dreamhouse, Barbie Dreamhouse Adventures
- Kagura Tennozu in Speed Grapher
- Marian in Robin Hood - Alla conquista di Sherwood
- Mary Jane in Spider-Man: The New Animated Series
- Lisa in Remi - Le sue avventure
- Lena in Secret Ranch
- Pochacco in Hello Kitty
- Stephany in LEGO Friends
- Aira in LEGO Elves
- Rio Kastle in Yu-Gi-Oh! Zexal
- Amy Morris in Holly Hobbie
- Runo Misaki bambina in Bakugan - Battle Brawlers
- Yasmin in Bratz
- Julia in Beyblade
- Libby in Le avventure di Jimmy Neutron
- Mimi e Tart (ep 47-52) in Tokyo Mew Mew - Amiche vincenti
- Sailor Star Polvere di Stelle in Petali di stelle per Sailor Moon
- Vanilla in Sugar Sugar Rune
- Irma Lair in W.I.T.C.H.
- Zoe Drake in Dinosaur King
- Megumi in Zatch Bell!
- Kim in Kung-Foot
- Lizzie Hearts in Ever After High
- Dolce in Angel's Friends
- Krakia in Cuccioli cerca amici - Nel regno di Pocketville
- Marzia in Pokemon DP Battle Dimension
- Cetra e Noelle in Pokémon DP: Lotte Galattiche
- Jasmine e Risetta in Pokémon DP: I Vincitori della Lega di Sinnoh
- Iris in Pokémon Nero e Bianco
- Gina in Mila e Shiro - Il sogno continua
- Tatsuya Kaname in Puella Magi Madoka Magica
- Kyoko Sasagawa in Tutor Hitman Reborn!
- Kei Kishimoto in Gantz
- Hitomi Kashiwa in Welcome to the NHK
- Koala e Ain in One Piece
- Britney in Totally Spies! - Che magnifiche spie!
- Saaya Yamabuki in Shugo Chara - La magia del cuore
- Pual (ep. 8) e Tights in Dragon Ball Super
- Aoko Nakamori in Magic Kaito 1412
- Éponine in Il cuore di Cosette
- Fahlga in Kulipari: L'esercito delle rane
- Lulu e Rin (1ªvoce) in Yu-Gi-Oh! Arc-V
- Marion Phauna in Shaman King
- Giglio Tigrato in Le nuove avventure di Peter Pan
- Finis in Lost Song
- Strega sciamana in Winx Club
- Polly Pocket in Polly Pocket
- Juliette in Berry Bees
- Giovanna d'Arco in Fate/Apocrypha
- Eris Boreas Greyrat in Mushoku Tensei
- Tatami Nakagame e Kaoruko Awata in My Hero Academia
- Raphtalia e Raph-chan in The Rising of the Shield Hero
- Jun Kazama in Tekken: Bloodline
- Lucy in Cyberpunk: Edgerunners
- Anri Teieri in Blue Lock
- Erzsébet Báthory in Castlevania: Nocturne
- Tiss in That Time I Got Reincarnated as a Slime
- Ijichi Seika in Bocchi The Rock

### Videogiochi
- Helena e Iri in Diabolik: The Original Sin (2007)[2]
- Gwen in League of Legends (2009)
- Nina Taylor in Alien: Isolation (2014)[3]
- Mari in Fortnite (2017)[4]
- Valkyrie in Apex Legends (2019)
- Sage in Valorant (2020)
- Abby in The Last of Us Parte II (2020)[5]
- Samantha Maxis in Call of Duty: Black Ops Cold War (2020)[6]
- Daniela Dimitrescu in Resident Evil Village (2021)[7]
- Dennis in Hotel Transylvania - Avventure da paura (2022)[8]
- Leila Organa in LEGO Star Wars: La saga degli Skywalker (2022)[9]
- Kate Wilder in The Dark Pictures Anthology: The Devil in Me (2022)[10]
- Avatar femminile in Wild Hearts (2023)[11]
- Farah in Assassin's Creed Mirage (2023)[12]
- Teresa e Simone in Barbie Progetto Amicizia (2024)[13]